# Medio Cudeyo
Medio Cudeyo település Spanyolországban, Kantábria autonóm közösségben. Medio Cudeyo El Astillero, Villaescusa, Penagos, Liérganes, Riotuerto, Entrambasaguas és Marina de Cudeyo községekkel határos. Lakosainak száma 7686 fő (2024).

## Népesség
A település népessége az elmúlt években az alábbi módon változott:
| Lakosok száma | 6214 | 6677 | 7339 | 7565 | 7571 | 7576 | 7459 | 7556 | 7663 | 7686 |
|               | 2001 | 2004 | 2007 | 2009 | 2012 | 2014 | 2017 | 2019 | 2022 | 2024 |